# ناتالی آریاس
ناتالی آریاس (انگلیسی: Nataly Arias؛ زادهٔ ۲ آوریل ۱۹۸۶) بازیکن فوتبال اهل کلمبیا است.
وی همچنین در تیم ملی فوتبال تیم ملی فوتبال زنان کلمبیا بازی کرده‌است.